# Перелітна птаха (людина)
Перелітна снігова птаха — це людина, яка мігрує з більш холодних північних частин до тепліших південних місць, як правило, взимку. До південних місцевостей належать Сонячний пояс і Гаваї в США, а також Мексика та Кариби.
Натомість, сонячна перелітна птаха — це той, хто залишає теплі місця влітку, переходячи до більш прохолодних місцевостей.

## Опис
Перелітні птахи — це, як правило, пенсіонери, які бажають уникати снігу та холодної температури північної зими, але підтримують тосунки з родиною та друзями, залишаючись там решту року. Деякі також є власниками бізнесу, у яких другий будинок знаходиться в теплішому місці, чи бізнес можна легко перенести з місця на місце. Багато сімей у США часто проводять свій різдвяний відпочинок (до 2 тижнів) на пляжних курортах у Флориді, Каліфорнії та на Гаваях. Деякі люди, які страждають сезонними афективними розладами, бажають насолоджуватися довгим денним світлом у південних широтах взимку. Деякі перелітні птахи привозять із собою свої будинки, як кемпери (встановлені на рамах автобусів чи вантажних автомобілів) або як човни, що йдуть на внутрішньобережній водний шлях Східного узбережжя на південь.